# Lester B. Pearson
Lester Bowles Pearson, ofte blot kaldet "Mike" (født 23. april 1897, død 27. december 1972) var en canadisk statsmand, diplomat og politiker der blev tildelt Nobels fredspris i 1957. Han var Canadas fjortende premierminister fra 22. april 1963 til 20. april 1968.
Under hans tid som premierminister, indførte hans mindretalsregeringer offentligt sygehusvæsen, studielån og Canadas flag. Han var også meget aktiv i de Forenede Nationer og i det internationale diplomati, og anses som en af de mest indflydelsesrige canadiere i det 20. århundrede.